# Asipulo

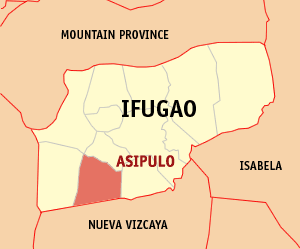
Bản đồ Ifugao với vị trí của Asipulo

Asipulo là một đô thị hạng 3 ở tỉnh Ifugao, Philippines. Theo điều tra dân số năm 2000 của Philipin, đô thị này có dân số 12.294 người trong 2.129 hộ.

## Các đơn vị hành chính
Asipulo được chia ra 9 barangay.
- Amduntog
- Antipolo
- Camandag
- Cawayan
- Haliap
- Namal
- Nungawa
- Panubtuban
- Pula